# Cave (by)
 For alternative betydninger, se Cave (flertydig). (Se også artikler, som begynder med Cave)
Cave er en italiensk by (og kommune) i regionen Lazio i Italien, med omkring 10.777(2023) indbyggere.